# Менду II Гонсалвіш
Менду II Гонсалвіш (порт. Mendo II Gonçalves; д/–1008) — граф Портукале в 997—1008 роках.

## Життєпис
Походив з галісійського аристократичного роду. Третій син Гонсалу I, графа Портукале, і Ільдуари Гонсаліш. Про дату народження нічого невідомо. Вперше письмово згадується 981 року під час пожертви його батька Лорванському монастирю. 991 року засвідчував пожертви леонського короля Бермудо II леонському єпископу Сабаріко.
997 року після загибелі батька отримав графство Портукале, міста Брага і Майя. Згодом призначається намісником Галісії. Вперше як граф письмово згадується 999 року, коли призначається вихователем інфанта Альфонсо. Того ж року, коли останній стає королем, то Менду II разом з Ельвірою Гарсес стає регентом.
Не допустив спробу Санчо I, графа Кастилії, увійти до регентської ради. Невдовзі відвіз малолітнього короля Альфонсо V до Галісії, де виховував разом із своїми дітьми. На посаді регента спрямував зусилля на відродженні зруйнованих маврами міст Галісії та Леон, першим наказом розпорядився знову залюднити місто Самору.
У 1000 році уклав військовий союз з Наваррою та Кастилією, спрямований проти Кордовського халіфату. Але того ж року спільна християнська армія зазнала поразки у битві біля Сервера (Кервера) від аль-Мансура, фактичного правителя халіфату. 1001 року війська Аль-Мансура сплюндрували місто Бургос. Того ж року Менду II згадується у зв'язку з врегулюванням конфлікту навколо монастиря Челанова. Але 1002 року у битві при Каланьясорі коаліція Леону, Наварри і Кастилії завдала поразки аль-Мансуру, який від поранення невдовзі помер.
1003 року проти Леонського королівства виступили дві армії Кордовського халіфату: одна рушила на Леон, інша — на Коїмбру, де її зустрів Менду II Гонсалвіш. Втім до битви справа не дійшла. Менду II уклав з новим хаджибом халіфату Абд аль-Маліком аль-Музаффаром мирну угоду, за якою підтверджувалася зверхність Кордовського халіфату над королівством Леон. Король Леону повинен був військово допомагати халіфату. Водночас стає єдиним регентом королівства. Того ж року Мендо II разом з кастильськими військами брав участь у поході Абд аль-Маліка проти Барселонського графства. Кампанія, що почалася невдало (поразка біля Торе) завершилася підкоренням графства, яке також визнало зверхність халіфату.
Невдалі дії проти маврів спричинили невдоволення частини знаті діями Менду II, чим вирішив скористатися Санчо I Кастильський, знову забажавши стати регентом королівства. Менду II мусив особисто рушити до Кордови, де отримав визнання себе регентом. Оскільки Санчо I не визнав цього, війська регента та халіфату здійснили похід проти Кастилії.
У 1005 році з невідомих причин хаджиб Абд аль-Малік вдерся до Леонського королівства, сплюндрувавши місто Самора. Водночас було пограбовано більшу частину Галісії та зруйновано замок Луна. 1007 року Менду II відновив військовий союз з Кастилією і Наваррою, війська яких відвоювали місто Клунья, але невдовзі підійшли війська халіфату, що завдали нищівної поразки християнській коаліції. Того ж року, після оголошення Альфонсо V повнолітнім, Менду II склав повноваження регента та повернувся до Портукале. Водночас його вплив залишався доволі вагомими. В королівський хартії 1007 року Менду II названо великим графом, який тримає всю землю Галісії.
У 1008 року Менду II Гонсалвіш загинув під час атаки вікінгів на місто Авенозов у Галісії. Оскільки його сини були ще малолітніми, то графство Портукале отримав родич Менду II — Альвіто Нуніш, який оженився з удовою Менду II.

## Родина
Дружина — Тутадона (Тода), донька Муньйо Фруелаша де Коїмбра.
Діти:
- Гонсало (д/н — після 1018)
- Раміро (д/н — до 1014), королівський прапороносець
- Егас (д/н — після 1014)
- Муньйо (д/н — після 1025)
- Ельвіра (д/н — 1022), дружина Альфонсо V, короля Леону
- Родріго
- Ілдуара (д/н — 1058), дружина Нуно I Альвітеша
- Альдонса (д/н — після 1014)
- Пелайо